# Aclis pyramida
Aclis pyramida är en snäckart som beskrevs av Dall 1927. Aclis pyramida ingår i släktet Aclis och familjen Aclididae. Inga underarter finns listade i Catalogue of Life.